# Stadttheater Rüsselsheim

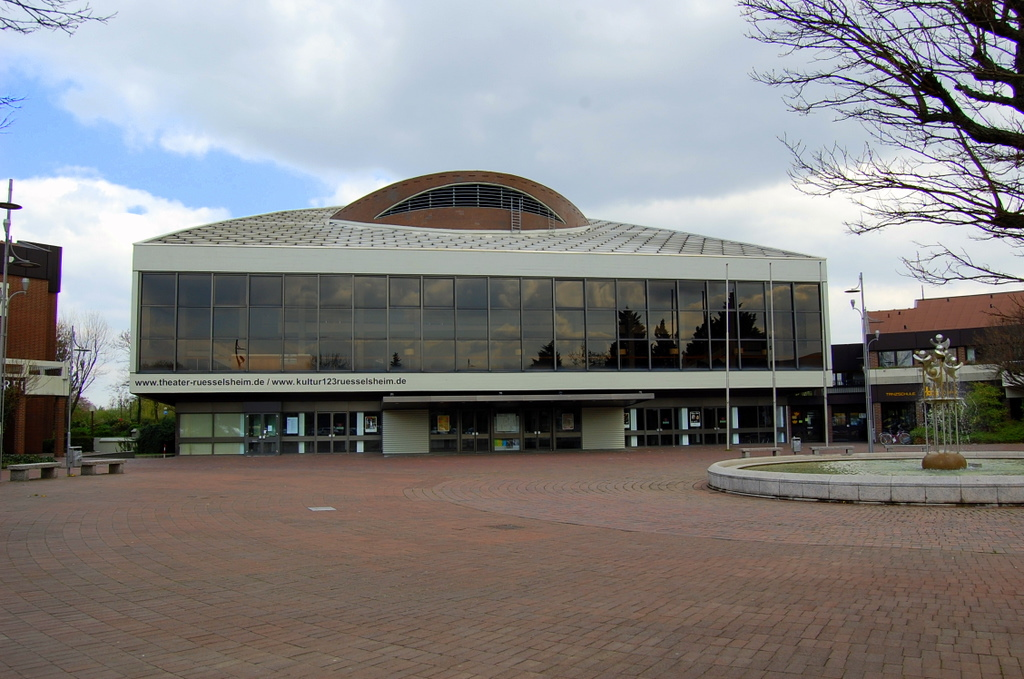
Vorderansicht des Stadttheaters Rüsselsheim

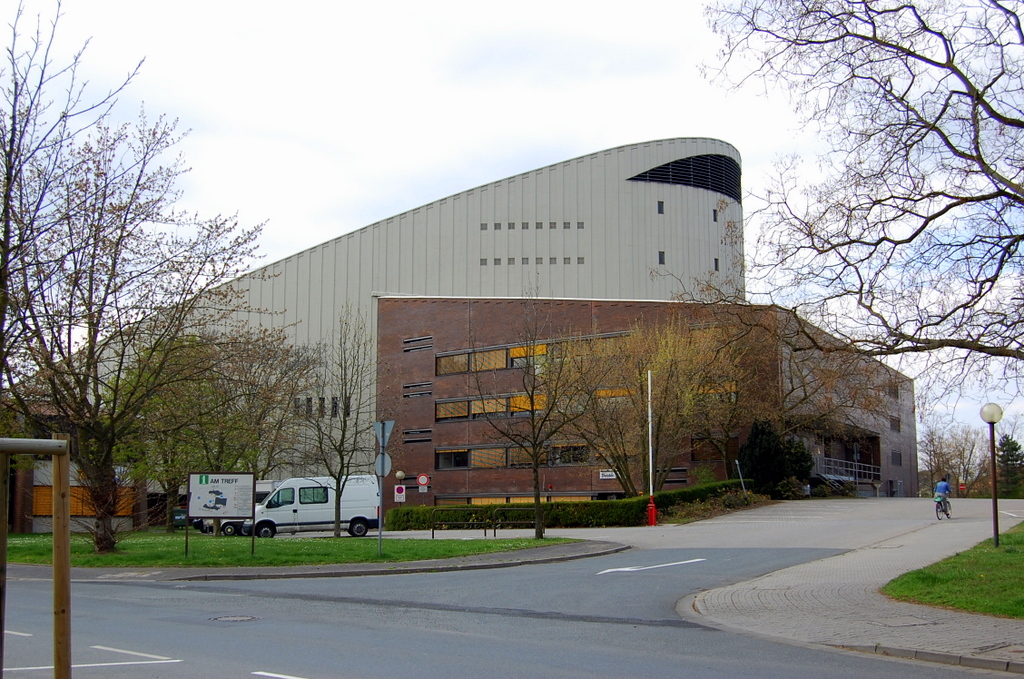
Rückansicht mit zweitem „Haifischmaul“

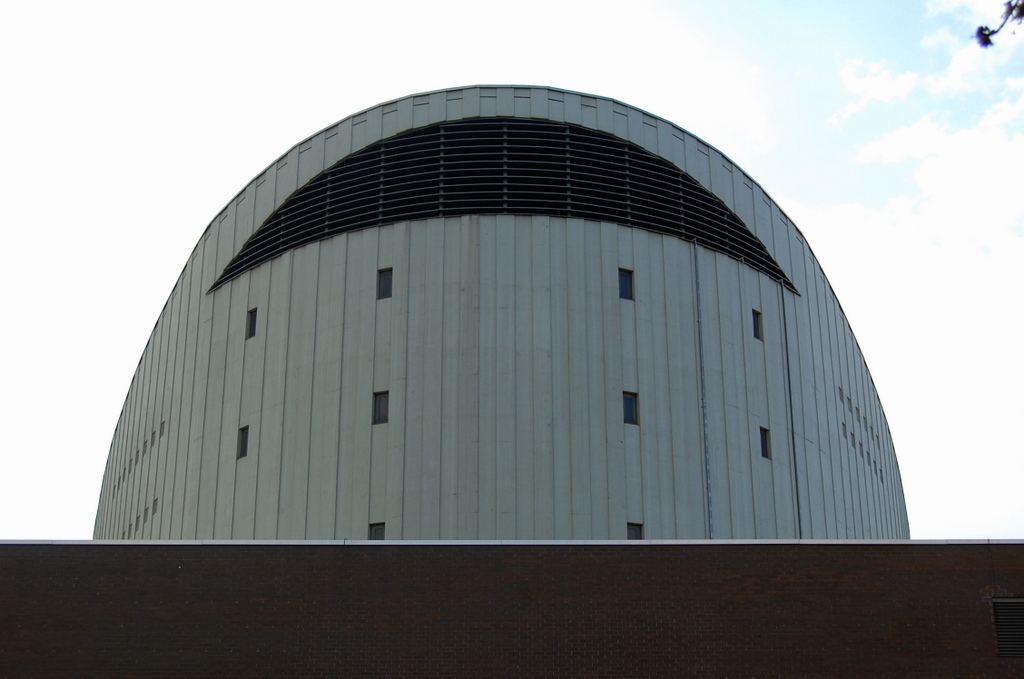
Zweites „Haifischmaul“

Das Theater Rüsselsheim ist ein Theater in Rüsselsheim am Main, der größten Stadt des Kreises Groß-Gerau in Hessen. Es steht unter Denkmalschutz.

## Gebäude
Das Gebäude wurde von dem Architekten Dietrich Hirsch, einem Schüler und späteren Mitarbeiter von Hans Scharoun, entworfen. Der Grundriss besteht aus zwei ineinander geschobenen und gegeneinander stehenden Parabeln. Die Dächer der beiden Gebäudeteile fallen gegenläufig voneinander ab. Der Scheitelpunkt des hinteren Gebäudeteils durchsticht dabei das Dach der vorderen Fassade und bildet dort eine Gaube. Deren schlitzartigem Fenster verdankt das Gebäude die Bezeichnung „Haifischmaul“. Das Theater verfügt über einen großen Saal mit Orchestergraben und 865 Sitzplätzen auf Parkett und im Rang. Außerdem gibt es eine Studiobühne mit 140 Sitzplätzen.

## Geschichte
Eröffnet wurde Das Theater am 6. September 1969 mit der Oper La traviata von Giuseppe Verdi.
2025 gab das Landesamt für Denkmalpflege Hessen bekannt, dass das Theater „aus geschichtlichen, künstlerischen sowie städtebaulichen Gründen“ ein Kulturdenkmal sei und in das Denkmalverzeichnis des Landes Hessen nachgetragen wurde.

## Programm
Zum Programm zählen Schauspiel, Konzert, Oper, Operette, Musical, Ballett und Tanz. Es ist ein reines Gastspielhaus. Zudem finden hier Tagungen und Kongresse statt. Auch der jährliche seit 1994 stattfindende Rüsselsheimer Filmtag, ein Festival des satirischen Kurzfilms hat hier seinen Veranstaltungsort. Zudem werden Konzerte der Jazz-Fabrik Rüsselsheim mit renommierten Musikern veranstaltet.
Die Reihe Classic-Café im Foyer des Theaters wird durch Ensembles der Hochschule für Musik und Darstellende Kunst Frankfurt am Main gestaltet.